# 전북특별자치도교육청부안학생교육문화관
전북특별자치도교육청부안학생교육문화관은 전북특별자치도교육청이 설립한 전북특별자치도 부안군 소재의 학생교육문화관이다.

## 연혁
- 2008. 12. 09. 부안교육문화회관 건립 계획 승인
- 2009. 10. 29. 전라북도교육청 행정기구 설치 조례 공포
- 2010. 01. 01. 초대 이선옥 관장 부임
- 2010. 03. 26. 부안교육문화회관 준공
- 2010. 04. 30. 부안교육문화회관 개관
- 2010. 09. 01. 제2대 노일천 관장 부임
- 2011. 07. 01. 제3대 이재덕 관장 부임
- 2012. 07. 01. 부안교육문화회관 분관 폐관
- 2013. 01. 01. 제4대 태기찬 관장 부임
- 2015. 07. 01. 제5대 임성모 관장 부임
- 2016. 07. 01. 제6대 고광록 관장 부임
- 2017. 07. 01. 제7대 김성화 관장 부임
- 2017. 08. 01. 전라북도교육청 전자도서관 통합서비스 시작
- 2019. 01. 29. 부안지역자료관 개관

## 조직

### 관장
- 총무과
- 교육문화과

## 시설현황
- 3층: 종합자료실, 디지털자료실, 보존자료실, 열람실
- 2층: 어린이도서관, 교육문화과, 멀티미디어실, 교육실 201~ 204
- 1층: 관장실, 총무과, 부안지역자료관, 시청각실, 교육실, 숙직실, 휴게실, 통신실
- 지하1층: 기계실, 전기실
- 체육관: 샤워실, 준비실, 관중석

## 이용 안내
이용 시간
- 종합자료실: 화~일요일 09:00~18:00
- 어린이도서관: 화~일요일 09:00~18:00
- 디지털자료실: 화~일요일 09:00~18:00
- 열람실: 매일 07:00~23:00

휴관일
- 열람실: 설연휴, 추석연휴, 기타 관장이 지정하는 날
- 종합자료실, 어린이도서관, 디지털자료실: 매주 월요일, 법정공휴일, 기타 관장이 지정하는 날